# Храпов, Алексей Викторович
Алексей Викторович Храпов (род. 12 июня 1975) — российский дзюдоист, призёр чемпионатов России, главный тренер школы дзюдо в Дмитрове, тренер мужской сборной Московской области, мастер спорта России международного класса, Заслуженный тренер России.

## Спортивные результаты
- Чемпионат России по дзюдо 2000 года — ;
- Чемпионат России по дзюдо 2001 года — ;
- Чемпионат России по дзюдо 2003 года — ;

## Известные воспитанники
- Вопросов, Кирилл Игоревич — мастер спорта международного класса, призёр чемпионатов Европы и мира, призёр летней Универсиады 2013 года в Казани.